# Emirau
Emirau is een eiland in Papoea-Nieuw-Guinea. Het is 41 vierkante kilometer groot, maar steekt nauwelijks boven de zeespiegel uit.
De volgende zoogdieren komen er voor:
- Thylogale browni (onzeker; uitgestorven)
- Dobsonia anderseni
- Macroglossus minimus
- Rousettus amplexicaudatus
- Hipposideros calcaratus
- Hipposideros cervinus
- Pipistrellus angulatus